# 弗谢沃洛德·斯托列托夫
弗谢沃洛德·尼古拉耶维奇·斯托列托夫（俄语：Все́волод Никола́евич Столе́тов，1906年12月20日（1907年1月2日）—1989年12月8日）是苏联政治家、生物学家，苏联共产党中央委员会委员，曾担任莫斯科农业学院院长、苏联农业部副部长、苏联文化部副部长、苏联高等教育部第一副部长、苏联高等和中等专业教育部长。